# Université de Detroit Mercy
 (décembre 2022).
Si vous disposez d'ouvrages ou d'articles de référence ou si vous connaissez des sites web de qualité traitant du thème abordé ici, merci de compléter l'article en donnant les références utiles à sa vérifiabilité et en les liant à la section « Notes et références ».
L'université de Detroit Mercy est une université catholique située à Détroit, dans le Michigan (États-Unis) fondée en 1877. Elle est parrainée à la fois par les Jésuites et les religieuses Sisters of Mercy. 
Il s’agit de la plus grande université catholique du Michigan. Elle est l'un des 28 membres de l'Association des collèges et universités jésuites, qui représente les institutions jésuites aux États-Unis. 

## Historique
En 1877, des Jésuites fondent un collège d'enseignement secondaire, le « Detroit College » à Détroit, placé sous la direction du père Jean-Baptiste Miège. Il devient l'université de Détroit en 1911,.
En 1927, l'université ouvre un deuxième campus.
En 1990, l'université fusionne avec le « Mercy College of Detroit » et prend le nom d'université de Detroit Mercy.

## Implantation
L'université a trois campus à Détroit. Le campus McNichols dédié aux programmes de premier cycle et aux installations administratives et sportives telles que le Calihan Hall. Il abrite les six résidences pour étudiants, le Riverfront Campus qui abrite la faculté de droit et le campus de Corktown pour la faculté de médecine et d'odontologie,,,,,,.

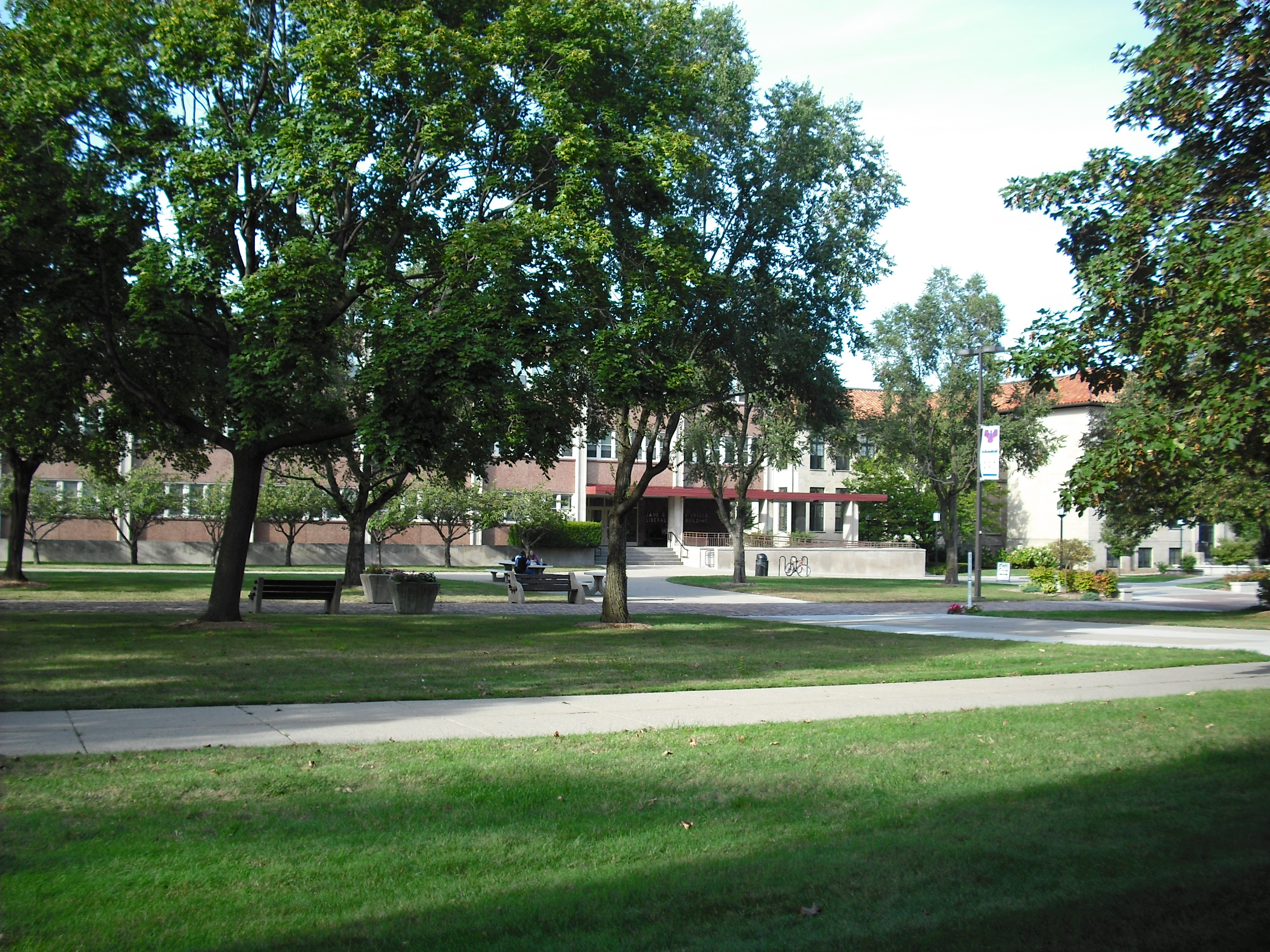
Université Mercy McNichols Campus de l'Université de Detro

## Enseignement
L'université enseigne le droit, les arts libéraux, les affaires, la médecine, l'ngénierie, l'architecture et l'odontologie au sein de sept facultés. 

## Recherche
Les activités de recherche se structurent en laboratoires. 
La laboratoire juridique répartit étudie le droit de l'immigration, des anciens combattants, du procès criminel, du droit des enfants et de la propriété intellectuelle.
En 2003, elle a fait l'acquisition d'un cabinet d’avocats itinérant,,.[C'est-à-dire ?]
Elle a reçu le prix ABA Louis M. Brown en 2012 et le prix Judy M. Weightman ABA Law Student Award en 2006,,,,.
Elle dispose également d'un institut de recherche dédié à la Corée du Nord qui travaille avec la maison d'édition McFarland and Company. Cet institu administre la revue North Korean Review.

## Vie étudiante
L'université abrite les fraternités Alpha Phi Alpha, Omega Psi, Phi Beta Sigma et Sigma Pi ainsi que les sororités Alpha Kappa Alpha, Theta Delta Sigma et Gamma Phi Beta. 
Plusieurs de ses équipes sportives classées à la NCAA participent à la Horizon League,,,,. 

## Galerie

### Corktown Campus (école de médecine dentaire)

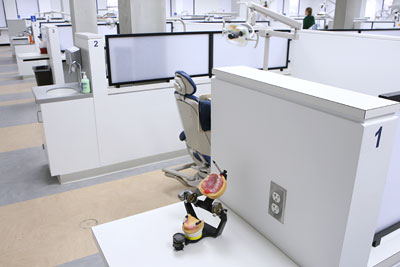
Stations de la clinique de l'école de médecine dentaire
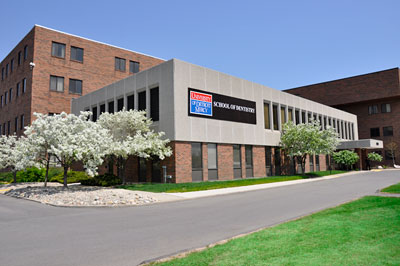
UDM Corktown Campus

### Riverfront Campus (École de droit)

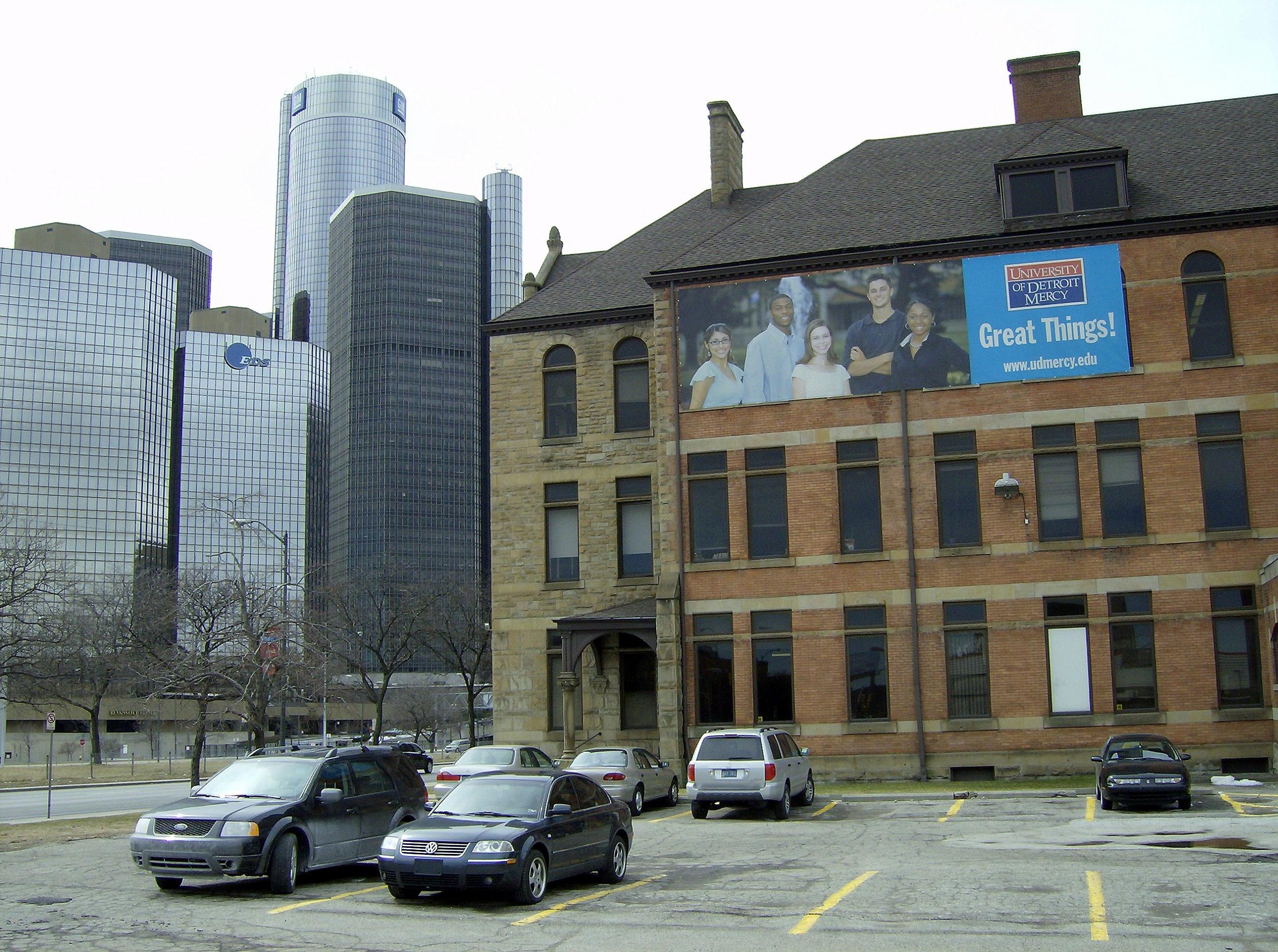
UDM School of Law à l'ombre du Renaissance Center
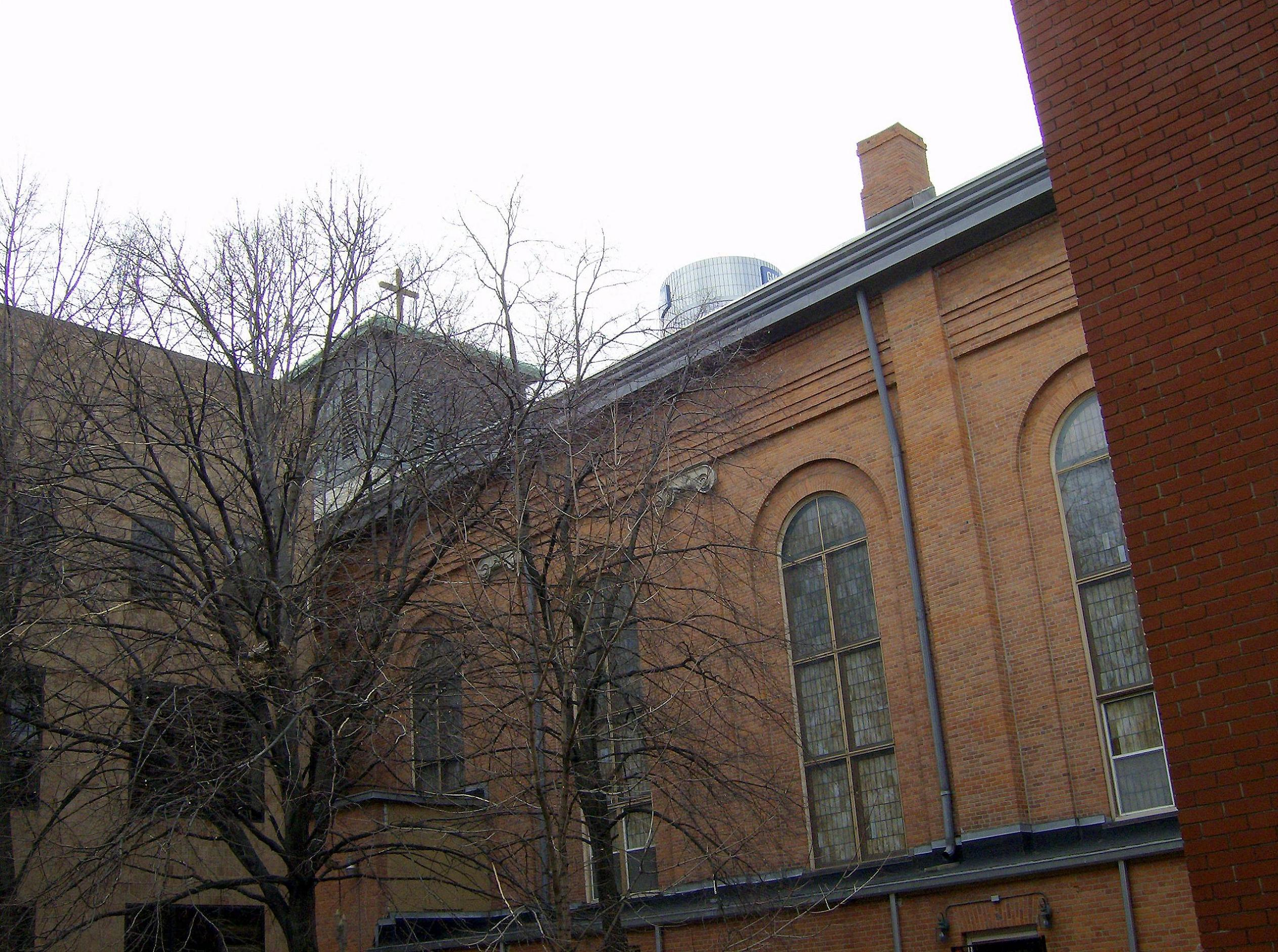
Vue de la cour, montrant Ss. Croix de l'église jésuite Peter & Paul et logo de General Motors
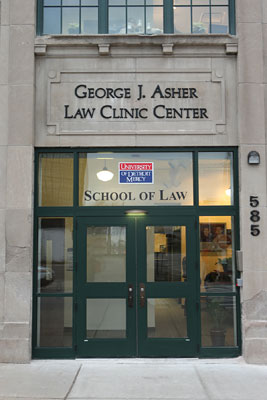
Entrée du centre de droit UDM Asher
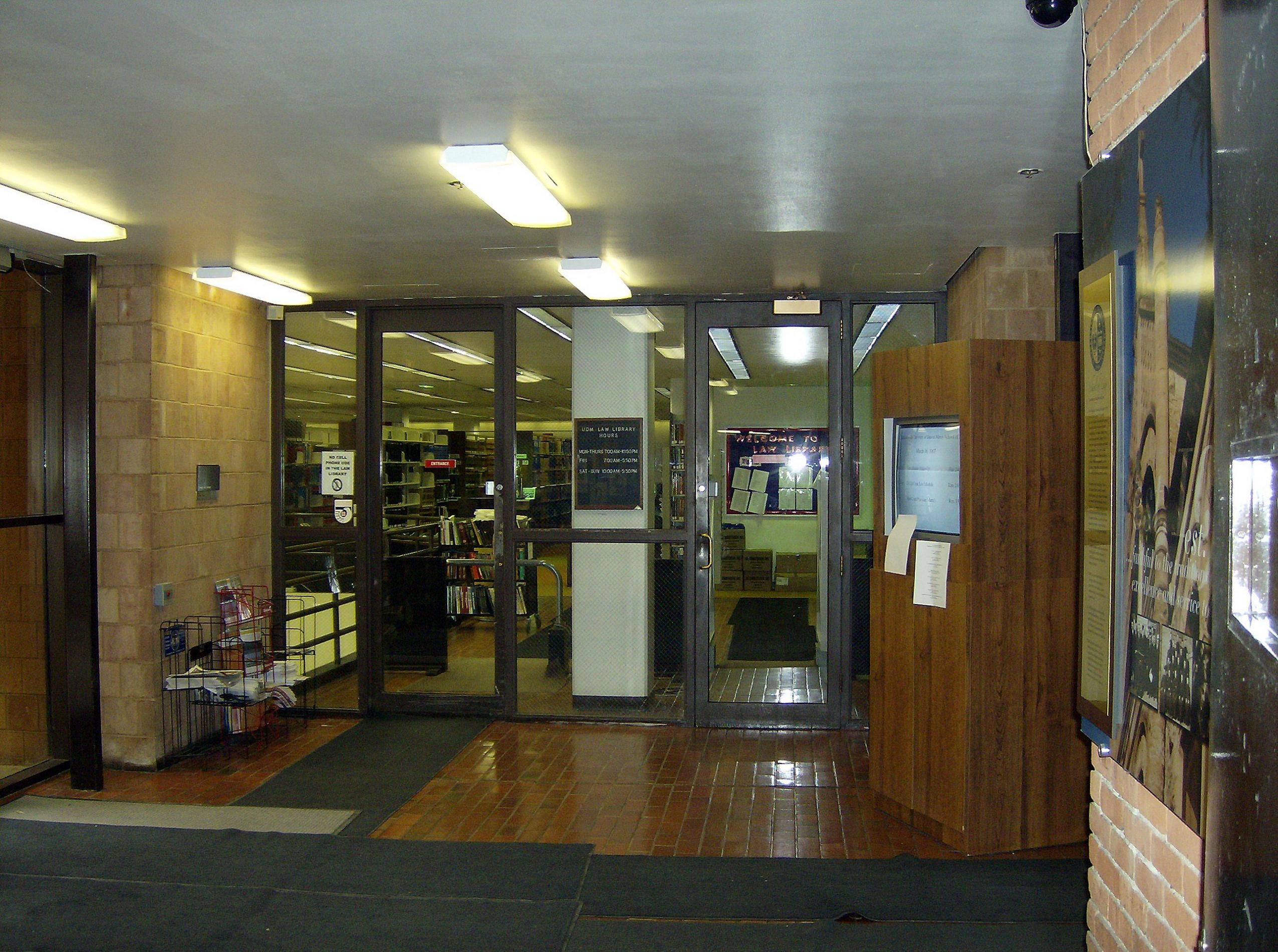
Bibliothèque de droit Kresge d'UDM
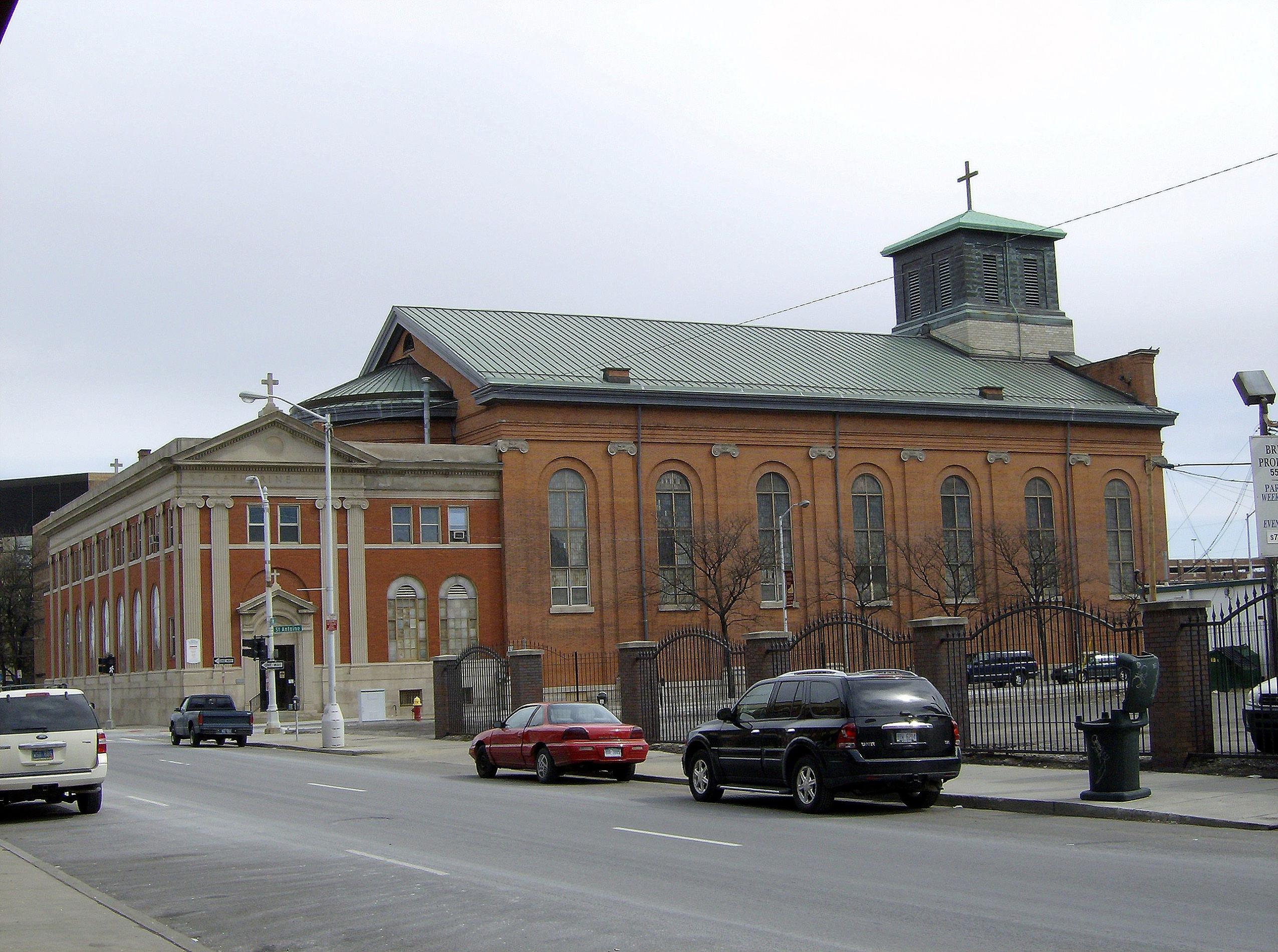
School of Law est à côté de Ss. Église jésuite Pierre et Paul